# Borisz Georgijevics Tatusin
Borisz Georgijevics Tatusin, oroszul: Борис Георгиевич Татушин (Moszkva, 1933. március 31. – Moszkva, 1998. január 15.) olimpiai bajnok szovjet válogatott orosz labdarúgó, edző.

## Pályafutása

### Klubcsapatban
1953 és 1958 között illetve 1961-ben a Szpartak Moszkva csapatában szerepelt, ahol három bajnoki címet és egy szovjet kupagyőzelmet ért el az együttessel. 1962–63-ban a Moldova Kisinyov együttesében játszott.

### A válogatottban
1954 és 1957 között 25 alkalommal szerepelt a szovjet válogatottban és hét gólt szerzett. Tagja volt az 1956-os melbourne-i olimpiai játékokon aranyérmet nyert csapatnak.

### Edzőként
1975 és 1977 között a Szpartak Orjol, 1978–79-ben a Himik, 1980-ban a Lucs Vlagyivosztok vezetőedzője volt.

## Sikerei, díjai
Szovjetunió
- Olimpiai játékok
  - aranyérmes: 1956, Melbourne

 Szpartak Moszkva
- Szovjet bajnokság
  - bajnok (3): 1953, 1956, 1958
  - 2. (2): 1954, 1955
  - 3.: 1957
- Szovjet kupa
  - győztes: 1958